# Clonorchis sinensis
La duela hepática china (Clonorchis sinensis)  es una especie de platelminto trematodo parásito del hombre. Vive en el hígado humano, encontrándose principalmente en los conductos biliares y la vesícula biliar, se alimenta de bilis.
La infección provocada por este gusano se llama clonorquiosis y es la tercera parasitosis más frecuente del mundo. Es endémica de Japón,  China, Taiwán y el sureste de Asia.  Se estima que el número total de personas afectadas asciende a 30.000.000. La enfermedad se contrae tras consumir peces de agua dulce poco cocinados o ahumados que estén infectados por la forma larvaria del parásito.

## Ciclo biológico
Posee un ciclo triheteroxeno, es decir, que necesita de tres hospedadores para llegar al estado adulto:
- Hospedador intermedio 1: la larva sale del hombre como huevo y es ingerida por un gasterópodo acuático (un caracol de agua, por ejemplo). Tras pasar por varias fases larvarias se transforma en una cercaria.
- Hospedador intermedio 2: el caracol puede ser presa de un pez y la cercaria se enquista (metacercaria) en el músculo del animal.
- Hospedador definitivo: el pez es ingerido por un humano y la metacercaria puede completar su ciclo en el conducto biliar, donde se desarrolla hasta adulto.

Esta parasitosis predispone la aparición de colangiocarcinoma en el ser humano.